# Folke Alm
Folke Alm, född den 19 oktober 1917 i Karlskrona, Blekinge län, död den 8 december 2002  i Lund, Skåne län, var en svensk musikdirektör, organist,  körledare, pedagog och tonsättare.
Efter studier vid Musikhögskolan 1939–1943 efterträdde Folke Alm 1945 Viking Dahl som organist i Varbergs kyrka och var även dirigent för Varbergs Musiksällskap. Han flyttade därefter till Lund och verkade där 1964–1983 som domkyrkoorganist och körledare. 1972 till 1979 var han förbundsdirigent för 'Riksförbundet Svensk Kyrkomusik' – nu Sveriges Kyrkosångsförbund – och dirigerade och gjorde inspelningar med den 1976 bildade Varbergs kammarkör. 
År 1958 ledde Folke Alm framförandet av Bachs Matteuspassionen i Varbergs kyrka, så även i Lunds domkyrka 1982.
Alm blev ledamot av Kungliga Musikaliska Akademien 1975 och utsågs 1984 till hedersdoktor vid teologiska fakulteten vid Lunds universitet. Han belönades 1987 med Varbergs kommuns hedersplakett och 1996 med Lunds kommuns kulturpris.
Folke Alm är hedersmedlem IV i Academimusiccorpset Bleckhornen. Han är begravd på Östra kyrkogården i Lund.

## Diskografi
- Varbergs Kammarkör under ledning av Folke Alm, Fusion Records FUSCD 104 (utgiven 1 september 1990).

### Fotnoter
1. 1 2 3 4 5  Sveriges dödbok 1830–2020, åttonde utgåvan, Sveriges Släktforskarförbund, november 2021, läst: 17 januari 2022.[källa från Wikidata]
2. 1 2 3   Sveriges dödbok 1901–2009 Swedish death index 1901–2009 (Version 5.0). Solna: Sveriges Släktforskarförbund. 2010. Libris 11931231
3. ↑  ”Varbergs kommuns Hedersplakett 1987”. Arkiverad från originalet den 14 juli 2020. https://web.archive.org/web/20200714221746/https://www.varberg.se/download/18.709b8abd1726f9fa295d015e/1591684899303/Mottagare%20av%20Hedersplakett%201984-2020.pdf. Läst 14 juli 2020.
4. ↑  Lunds kommuns Kulturpris 1996